# Donald Pleasence
Donald Henry Pleasence, OBE (/ˈplɛzəns/; 5 tháng 10 năm 1919 – 2 tháng 2 năm 1995) là một diễn viên điện ảnh, truyền hình và sân khấu người Anh. Vai điện ảnh đáng chú ý nhất của ông bao gồm bác sĩ tâm thần Dr. Sam Loomis trong hầu hết các phim bộ Halloween, vai phản diện Ernst Stavro Blofeld trong bộ phim You Only Live Twice, RAF Flight Lieutenant Colin Blythe trong phim The Great Escape, và một người Anh loạn thần kinh trong bộ phim Cul-de-sac của đạo diễn Roman Polanski.

## Phim chọn lọc
| Năm  | Tên                                       | Vai diễn                        | Notes |
| ---- | ----------------------------------------- | ------------------------------- | --- |
| 1954 | The Beachcomber                           | Tromp                           | |
| 1954 | Orders Are Orders                         | Corporal Martin                 | Credited as Donald Plesance |
| 1955 | Value for Money                           | Limpy                           | |
| 1956 | 1984                                      | R. Parsons                      | |
| 1956 | The Black Tent                            | Ali                             | |
| 1956 | The Adventures of Robin Hood              | Prince John                     | TV series (4 episodes) |
| 1957 | The Man in the Sky                        | Crabtree                        | (titled Decision Against Time in the U.S.) |
| 1957 | Manuela                                   | Evans                           | |
| 1957 | Barnacle Bill                             | Cashier                         | (titled All at Sea in the U.S.) |
| 1958 | A Tale of Two Cities                      | John Barsad                     | |
| 1958 | Heart of a Child                          | Spiel                           | |
| 1958 | The Wind Cannot Read                      | Doctor                          | |
| 1958 | The Man Inside                            | Organ-grinder                   | |
| 1958 | The Two-Headed Spy                        | General Hardt                   | |
| 1959 | The Scarf                                 | Detective Inspector Harry Yates | TV series (6 episodes) |
| 1959 | Look Back in Anger                        | Hurst                           | |
| 1959 | Killers of Kilimanjaro                    | Captain                         | |
| 1959 | The Battle of the Sexes                   | Irwin Hoffman                   | |
| 1960 | The Shakedown                             | Jessel Brown                    | |
| 1960 | The Flesh and the Fiends                  | William Hare                    | |
| 1960 | Sons and Lovers                           | Pappleworth                     | |
| 1960 | Hell Is a City                            | Gus Hawkins                     | |
| 1960 | Circus of Horrors                         | Vanet                           | |
| 1960 | The Hands of Orlac                        | Graham Coates                   | |
| 1961 | What a Carve Up!                          | Everett Sloane                  | |
| 1961 | No Love for Johnnie                       | Roger Renfrew                   | |
| 1961 | A Story of David                          | Nabal                           | |
| 1961 | Spare the Rod                             | Mr. Jenkins                     | |
| 1962 | The Inspector                             | Sergeant Wolters                | |
| 1962 | Dr. Crippen                               | Dr Crippen                      | |
| 1963 | The Great Escape                          | RAF Colin Blythe, "The Forger"  | |
| 1963 | The Outer Limits                          | Prof. Harold Finley             | TV series (episode: "The Man With the Power") |
| 1965 | The Hallelujah Trail                      | Oracle Jones                    | |
| 1965 | The Greatest Story Ever Told              | Satan                           | |
| 1966 | Fantastic Voyage                          | Dr. Michaels                    | |
| 1966 | Cul-de-sac                                | George                          | |
| 1966 | Eye of the Devil                          | Pere Dominic                    | |
| 1967 | You Only Live Twice                       | Ernst Stavro Blofeld            | |
| 1967 | The Night of the Generals                 | General Kahlenberge             | |
| 1967 | Matchless                                 | Gregori Andreanu                | |
| 1968 | The Other People                          | Clive                           | |
| 1968 | Will Penny                                | Preacher Quint                  | |
| 1969 | Arthur? Arthur!                           | Arthur Brownjohn                | |
| 1969 | The Madwoman of Chaillot                  | The Prospector                  | |
| 1970 | Soldier Blue                              | Isaac Q. Cumber                 | |
| 1971 | THX 1138                                  | SEN 5241                        | |
| 1971 | Wake in Fright                            | Doc Tydon                       | |
| 1971 | Kidnapped                                 | Ebenezer Balfour                | |
| 1972 | The Pied Piper                            | The Baron                       | |
| 1972 | Death Line                                | Inspector Calhoun               | |
| 1972 | Innocent Bystanders                       | Loomis                          | |
| 1972 | Henry VIII and His Six Wives              | Thomas Cromwell                 | |
| 1972 | The Jerusalem File                        | Major Samuels                   | |
| 1972 | Wedding in White                          | Jim Dougall                     | |
| 1973 | Tales That Witness Madness                | Professor Tremayne              | |
| 1973 | Malachi's Cove                            | Malachi                         | |
| 1973 | Columbo                                   | Adrian Carsini                  | |
| 1974 | Watch Out, We're Mad                      | The Doctor                      | |
| 1974 | From Beyond the Grave                     | Jim Underwood                   | Segment: "An Act of Kindness" |
| 1974 | House of the Damned                       | Martin Zayas                    | Original title: La loba y la Paloma |
| 1974 | The Mutations                             | Professor Nolter                | |
| 1974 | The Black Windmill                        | Cedric Harper                   | |
| 1974 | Barry Mckenzie Holds His Own              | Count Plasma                    | |
| 1975 | Escape to Witch Mountain                  | Lucas Deranian                  | |
| 1975 | The Count of Monte Cristo                 | Baron Danglars                  | |
| 1975 | I Don't Want to Be Born                   | Dr. Finch                       | |
| 1975 | Journey into Fear                         | Kuvelti                         | |
| 1975 | Hearts of the West                        | A.J. Neitz                      | Alternate title: Hollywood Cowboy |
| 1976 | Land of the Minotaur                      | Father Roche                    | Alternate title: The Devil's Men |
| 1976 | The Eagle Has Landed                      | Himmler                         | |
| 1976 | Trial by Combat                           | Sir Giles Marley                | Alternate title: Dirty Knights' Work |
| 1976 | The Last Tycoon                           | Boxley                          | |
| 1976 | The Passover Plot                         | Pontius Pilate                  | |
| 1977 | The Uncanny                               | Valentine De'ath                | Segment: "Hollywood 1936" |
| 1977 | Oh, God!                                  | Dr. Harmon                      | |
| 1977 | Telefon                                   | Nikolai Dalchimsky              | |
| 1977 | Jesus of Nazareth                         | Melchior                        | TV miniseries |
| 1978 | Halloween                                 | Dr. Loomis                      | |
| 1978 | Blood Relatives                           | James Doniac                    | |
| 1978 | Night Creature                            | Axel MacGregor                  | Alternate title: Out of the Darkness |
| 1978 | The Bastard                               | Solomon Sholto                  | TV miniseries |
| 1978 | Tomorrow Never Comes                      | Dr. Todd                        | |
| 1978 | Sgt. Pepper's Lonely Hearts Club Band     | B.D. Hoffler/B.D. Brockhurst    | |
| 1978 | Power Play                                | Blair                           | |
| 1978 | Centennial                                | Sam Purchas                     | TV miniseries |
| 1978 | L'Ordre et la sécurité du monde           | Rothko                          | Alternate title: Last In, First Out |
| 1979 | Good Luck, Miss Wyckoff                   | Dr. Steiner                     | |
| 1979 | Dracula                                   | Dr. Jack Seward                 | |
| 1979 | All Quiet on the Western Front            | Kantorek                        | TV film |
| 1979 | Jaguar Lives!                             | General Villanova               | |
| 1979 | The French Atlantic Affair                | Max Dechambre                   | TV miniseries |
| 1980 | The Pumaman                               | Dr. Kobras                      | |
| 1980 | The Monster Club                          | Pickering                       | |
| 1980 | Halloween: Extended Edition               | Dr. Loomis                      | Appeared in additional footage (filmed during the production of Halloween II) not included in the original film but featured in the NBC television broadcast.             |
| 1981 | Halloween II                              | Dr. Loomis                      | |
| 1981 | Race for the Yankee Zephyr                | Gilbert "Gibbie" Carson         | |
| 1981 | Escape from New York                      | Mr. President                   | |
| 1981 | Saturday Night Live                       | Himself-Guest host              | 10/31/81 Halloween show with musical guest punk rock band Fear. John Belushi makes a guest appearance in the opening sketch. This would be Belushi's last SNL appearance. |
| 1982 | Alone in the Dark                         | Dr. Leo Bain                    | |
| 1982 | The Barchester Chronicles                 | Reverend Septimus Harding       | TV series |
| 1983 | Warrior of the Lost World                 | Prossor                         | |
| 1983 | The Devonsville Terror                    | Dr. Warley                      | |
| 1983 | Where Is Parsifal?                        | Mackintosh                      | |
| 1984 | A Breed Apart                             | J.P. Whittier                   | |
| 1984 | The Ambassador                            | Eretz                           | |
| 1984 | Frankenstein's Great Aunt Tillie          | Baron Victor Frankenstein       | |
| 1985 | Black Arrow                               | Oliver Oates                    | TV film |
| 1985 | Arch of Triumph                           | Haake                           | |
| 1985 | Treasure of the Amazon                    | Klaus von Blantz                | |
| 1985 | Phenomena                                 | John McGregor                   | |
| 1985 | Nothing Underneath                        | Inspector Danesi                | |
| 1986 | Cobra Mission                             | Father Lenoir                   | Alternate title: Operation Nam |
| 1987 | Django 2                                  | Gunn                            | |
| 1987 | Specters                                  | Professor Lasky                 | |
| 1987 | Prince of Darkness                        | Priest                          | |
| 1987 | Ground Zero                               | Prosper Gaffney                 | |
| 1988 | The Great Escape II: The Untold Story     | Dr. Absalon                     | TV film |
| 1988 | Hanna's War                               | Captain Thomas Rosza            | |
| 1988 | Phantom of Death                          | Inspector Datti                 | |
| 1988 | Halloween 4: The Return of Michael Myers  | Dr. Loomis                      | |
| 1988 | Vampire in Venice                         | Don Alvise                      | |
| 1988 | de                                        | Henry Carlson                   | |
| 1989 | Halloween 5: The Revenge of Michael Myers | Dr. Loomis                      | |
| 1989 | Ten Little Indians                        | Judge Lawrence Wargrave         | |
| 1989 | fr                                        | Heinrich Spaatz                 | |
| 1989 | Casablanca Express                        | Colonel Bats                    | |
| 1990 | Buried Alive                              | Dr. Schaeffer                   | |
| 1991 | Shadows and Fog                           | Doctor                          | |
| 1992 | Dien Bien Phu                             | Howard Simpson                  | |
| 1993 | The Thief and the Cobbler                 | Phido the Vulture (voice)       | |
| 1993 | The Big Freeze                            | Soup slurper                    | |
| 1993 | The Hour of the Pig                       | Pincheon                        | |
| 1995 | Halloween: The Curse of Michael Myers     | Dr. Loomis                      | The film was dedicated to his memory. |
| 1996 | Fatal Frames                              | Prof. Robertson                 | |